# Доходный дом купца Камзолкина
Доходный дом купца Камзолкина — памятник архитектуры, расположенный в городе Москве.

## История
В конце XVII века на участке, перед которым был расположен доходный дом Камзолкина, были выстроены каменные палаты. Их владельцем вплоть до конца XVIII века являлись потомки купца первой гильдии М. Г. Евреинова, при котором владение и было возведено.
Первую реконструкцию здание претерпевает при тайном советнике Н. С. Лаптеве.
В 1869 году в доме у своего друга — П. Г. Успенского жил русский нигилист и революционер, один из первых представителей русского революционного терроризма, лидер «Народной Расправы», осуждённый за убийство студента Иванова, С. Г. Нечаев.
В 1885 году перед палатами Евреиновых по проекту архитектора и реставратора, академика архитектуры В. П. Загорского был возведён трёхэтажный доходный дом, принадлежащий купцу Камзолкину. Весь рельефный декор здания — это работа скульптора и художника С. Т. Конёнкова, который позже вспоминал:
Добыть кусок хлеба молодому человеку, не имевшему в Москве даже знакомых, было, конечно, не просто. Но находились добрые люди и из товарищей, и из преподавателей: они устраивали мне кое-какие мелкие заказы. Постепенно я перезнакомился с московскими подрядчиками и стал "своим человеком" у хозяев мастерской орнаментальных украшений у Смоленского вокзала. Однажды получил заказ: вылепить кариатиды для фасада дома чаеторговца Перлова на Мещанской улице. (Коненков ошибся в фамилии владельца дома: Перлову принадлежал соседний дом. - В. М.) Работа принесла целую сотню рублей. Я отделил из них 35 и купил на них швейную машину "Зингер", которую привез летом в деревню. Само собой разумеется, это произвело впечатление. Никто из домашних уж больше не сомневался, что из меня выйдет толк.
Впоследствии хозяином архитектурного сооружения стал почётный гражданин А. Журавлёв. Владельцами особняка до 1917 года были промышленники Фирсановы.
В 2001 году усадебный дом XVIII века, являющийся одним из объектов культурного наследия регионального значения, был снесён, нетронутым осталось лишь подвальное помещение. На его месте в настоящее время расположена новая бетонная постройка.